# Kompetens (språk)
Kompetens, inom språkvetenskap, definierades av Noam Chomsky som det system av kunskaper en infödd talare har om sitt eget språk. Enligt Chomsky är det detta system som gör det möjligt för talare att framställa och förstå ett oändligt antal meningar på sitt eget språk, och att skilja grammatiskt riktiga meningar från felaktiga.
Språklig kompetens gäller kunskapen om och förståelsen av språket snarare än användningen , skriftligt eller talat, av språket, något som Chomsky kallar "linguistic performance".